# Sri Lanka T-Cup
A Sri Lanka T-Cup é uma corrida de ciclismo profissional por etapas que se realiza em Sri Lanka no mês de maio percorrendo de extremo a extremo a ilha.
A corrida foi criada no ano 2017 com o fim de impulsionar a imagem da Sri Lanka como um destino turístico seguro e protegido  e é organizada pelo promotor de eventos desportivos Lanka Sportreizen.Para o ano de 2018, a corrida entrou a fazer parte do circuito UCI Asia Tour sob a categoria 2.2.

## Palmarés
| Ano  | Vencedor           | Segundo         | Terceiro             |           |
| ---- | ------------------ | --------------- | -------------------- | --------- |
| 2017 | George Luis Oconer | Samuel Volkers  | Hari Fitrianto       |           |
| 2018 | Yasuharu Nakajima  | Stepan Astafyev | Yoshimitsu Hiratsuka |           |
| 2019 | cancelado          | cancelado       | cancelado            | cancelado |
| 2020 | cancelado          | cancelado       | cancelado            | cancelado |

## Palmarés por países
| País      | Vitórias |
| --------- | -------- |
| Filipinas | 1        |
| Japão     | 1        |